# لاکهید مدل ۱۰ الکترا
لاکهید مدل ۱۰ الکترا (به انگلیسی: Lockheed Model 10 Electra) یک هواگرد ساختِ کارخانهٔ لاکهید کورپوریشن در کشور ایالات متحده آمریکا است . این هواگرد برای نخستین بار در ۲۳ فوریه ۱۹۳۴ میلادی مورد استفاده قرار گرفت.